# RIM-161 Standard Missile 3 Block IIA
RIM-161 Standard Missile 3 Block IIA (SM-3 Block IIA) – morski, antybalistyczny pocisk rakietowy przeznaczony do zwalczania pocisków balistycznych krótkiego (SRBM), średniego (MRBM), pośredniego (IRBM) oraz międzykontynentalnego (ICBM) zasięgu w fazie środkowej niższej. Amerykańska Agencja Obrony Antybalistycznej przewiduje, że pociski te wejdą na wyposażenie okrętów Aegis BMD w roku 2016. Pociski te - wraz z całym systemem Aegis BMD - są jednym z podstawowych elementów amerykańskiego systemu obrony antybalistycznej Ballistic Missile Defense.

## Konstrukcja
W 1999 roku  Stany Zjednoczone zawarły z Japonią umowę "Memorandum of Agreement" a następnie w roku 2006 "Memorandum of Understanding", na podstawie których oba państwa zobowiązały się do prowadzenia wspólnych badań nad rozwojem technologii pocisków SM-3 w wersji Block II/IIA i wspólnego finansowania rozwoju pocisku w ramach SM-3 Cooperative Development Project, w czterech aspektach:
- sensory
- zaawansowanej głowicy kinetycznej
- silników drugiego stopnia
- lekkiego stożka pocisku

W przeciwieństwie do pocisków RIM-161 SM-3 Block IA, którego średnica stopnia  pierwszego wynosi 0,53 m, ale średnica dwóch pozostałych członów napędowych już jedynie 0,34 m, pociski SM-3 Block IIA posiadają jednakową średnicę na całej długości, co dzięki silniejszym silnikom drugiego i trzeciego stopnia pozwala na osiągnięcie o 40 do 60% wyższej prędkości wypalenia (velocity burnout). Pociski tej wersji dysponować mają również bardziej zaawansowaną głowicą kinetyczną, pozwalającą na przechwytywanie celów balistycznych ponad i poza zasięgiem przechwytywania głowic pocisków wersji IA i IB. Przede wszystkim zaś, szybsze pociski SM-3 Block IIA umożliwiać mają przechwytywanie niedostępnych dla wersji IA i IB pocisków zasięgu pośredniego (IRBM) oraz międzykontynentalnych (ICBM). Początkowo program Block IIA był jedynie programem badawczym niskiego poziomu technologicznego, z budżetem nie przekraczającym 50 mln dolarów US rocznie. W grudniu 2003 r. jednak, program przeszedł z fazy badawczej do fazy rozwojowej. W amerykańskim roku budżetowym 2007 (październik 2007 - wrzesień 2008) Missile Defense Agency (Agencja Obrony Antybalistycznej - MDA) zamierza zakończyć prace naukowo-badawcze nad szczegółowymi założeniami systemu "System Concept Review" oraz rozpocząć pierwszą z trzech faz konstrukcyjnych projektu. Jednocześnie z pracami konstrukcyjnymi, MDA zamierza rozpocząć modernizację okrętowych systemów Aegis BMD do standardu niezbędnego dla przyjęcia na pokłady pocisków Block IIA. Na lata budżetowe 2008 i 2009 przewidziane jest porównanie wymagań systemu z osiągniętymi wynikami prac konstrukcyjnych, zaś pierwszy lot pocisku SM-3 Block IIA przewidywany jest na rok 2012, wprowadzenie zaś do użycia na rok 2015.
Jednym z najważniejszych jednakże elementów prac nad pociskiem są programy budowy głowic kinetycznych.

### Lightweight Exo-Atmospheric Projectile
Prace nad głowica kinetyczną Lightweight Exo-Atmospheric Projectile - LEAP (Lekki Pocisk Egzosferyczny) dla pocisku SM-3 Block IIA opierają się na bardziej zaawansowanej głowicy kinetycznej pocisku RIM-161 Standard Missile 3 Block IB, wyposażonej w działające na podczerwień dwukolorowe urządzenie poszukiwawcze, przy czym moduł dyskryminacji celów (odróżniania głowic bojowych od fałszywych i innych Penetration Aids) - Advanced Signal Processor - ma osiągnąć najbardziej zaawansowaną postać spośród wszystkich pocisków rodziny Standard Missile.  Głowica LEAP pocisku SM-3 Block IIA ma także mieć zwiększoną średnicę, a co za tym idzie także masę, co w ostatecznym efekcie będzie skutkować przenoszeniem na cel większej ilości niszczącej go energii.
Głowica LEAP jest pierwszą z rodzajów głowic opracowywanych dla pocisku SM-3 Block IIA, jednakże cały program Ballistic Missile Defense zakłada dużą uniwersalność w tym zakresie. Wszystkie najważniejsze pociski rakietowe tego programu, a więc Kinetic Energy Interceptor, Ground Based Interceptor i oczywiście SM-3 Block IIA zdolne mają być nie tylko do przenoszenia przypisanej im głowicy, lecz także do uniwersalności w tym zakresie. Podobnie jak dwa pozostałe pociski, Block IIA zdolny więc ma być nie tylko do zwalczania zagrożeń balistycznych za pomocą pojedynczej głowicy LEAP (Unitary Kill Vehicle - UKV), lecz także systemów wielogłowicowych MKV (Multiple Kill Vehicle).